# جیمی اگری
جیمز امانوئل اگری (انگلیسی: James Emmanuel Aggrey؛ زادهٔ ۲۶ اکتبر ۱۹۷۸) یک بازیکن فوتبال اهل بریتانیا است.
از باشگاه‌هایی که در آن بازی کرده‌است می‌توان به باشگاه فوتبال وودکینگ، باشگاه فوتبال تورکی یونایتد، باشگاه فوتبال چلسی، باشگاه فوتبال یئوویل تاون، باشگاه فوتبال دوور اتلتیک، باشگاه فوتبال ساوتپورت، باشگاه فوتبال هارو بورو، و باشگاه فوتبال فولام اشاره کرد.